# 科亨-施佩克尔定理
科亨－施佩克尔定理（英語：Kochen–Specker theorem，简称KS定理）是量子力学中的一个不可行定理，由西蒙·科亨（Simon B. Kochen）与恩斯特·施佩克尔（Ernst Specker）于1967年提出。该定理是贝尔定理的补充。
KS定理论证了某些隐变量理论中的两个基本假设是矛盾的，其中一个假设是指决定可观测量的所有隐变量在任一时刻都有确定的值，另一假设则是指隐变量的值与测量方式无关。该定理否定了爱因斯坦等人在EPR佯谬中提出的量子力学可观测量是“物理实体的要素”（elements of physical reality）的假设，并证明了上下文无关的（non-contextual）的隐变量理论与量子力学不相容。